# TUI 트래블
TUI 트래블(영어: TUI Travel)은 영국의 크로울리에 위치한 항공 회사로 2007년부터 정식으로 그룹이 발족하게 되었다.